# Дарьина (Иркутская область)
Да́рьина — деревня в Киренском районе Иркутской области. Входит в состав Коршуновского муниципального образования.

## География
Деревня находится на левом берегу реки Лена, на расстоянии 60 км (по Лене) к юго-западу от села Коршуново, центра сельского поселения, и 150 км к северо-востоку от села Киренска, административного центра района.

## Население
| 2002 | 2010 | 2011 | 2012 |
| ---- | ---- | ---- | ---- |
| 7    | ↘5   | →5   | →5   |

## Улицы
В деревне имеется одна улица — Ленская.